# مارتي كوبر
مارتي كوبر (بالإنجليزية: Marty Cooper)‏ هو مغني وكاتب أغاني أمريكي، ولد في 12 مارس 1946 في دنفر في الولايات المتحدة.